# Thomas Bokorny
Thomas Bokorny (* 19. Januar 1856 in Neukirchen (Thierhaupten); † 14. Februar 1929 in München) war ein deutscher Chemiker und Botaniker.

## Leben
Bokorny wuchs als Sohn eines Lehrers auf. Nach Schulbesuch in Dillingen studierte er an der Polytechnischen Schule in München und legte dort 1877 die Lehramtsprüfung für Beschreibende Naturwissenschaften und 1878 für Chemie und Mineralogie ab.
Kurz vor dem ersten Examen wurde er 1877 Mitglied des Corps Ratisbonia. 1881 promovierte er als wissenschaftlicher Assistent am botanischen Labor der Universität München. 1882 bis 1887 war er Assistent an der Chemischen Abteilung der Industrieschule Kaiserslautern und wechselte dann an das Botanische Institut der Universität Erlangen. Dort habilitierte er sich 1888 und wurde im selben Jahr zum Privatdozenten für das Fach Botanik ernannt.
1892 ging er als Dozent (Gymnasialprofessor) für Chemie, Mineralogie und Naturbeschreibung an der Militärbildungsanstalt (Kadettenkorps, Artillerie- und Ingenieurschule und Kriegsakademie) nach München.

## Werke
- Die durchsichtigen Punkte der Blätter in anatomischer und systematischer Beziehung. Dissertation. München 1882.
- Die chemische Kraftquelle im lebenden Protoplasma. J. A. Finsterlin 1882
- Lehrbuch der Pflanzenphysiologie. Parey 1898.
- Über die Vorkommen des „Gerbstoffes“ im Pflanzenreiche und seine Beziehung zum activen Albumin. Hüthig, 1904.
- Lehrbuch der Botanik für Oberrealschulen und Realschulen. W. Englemann 1908.
- Chemie-Gerüst: Kurzes in Tabellenform abgefaßtes Vademecum der anorganischen und organischen Chemie. Beyer 1945.